# Peter Vanderkaay
Peter Vanderkaay  (Royal Oak, 12 de fevereiro de 1984) é um nadador norte-americano, ganhador de duas medalhas de ouro em Jogos Olímpicos.
Foi recordista mundial do revezamento 4x200m livres com a equipe americana.